# Johann Pichler (Kriegsdienstverweigerer)
Johann Pichler (* 15. November 1899 in Pachersdorf; † 26. September 1939 in Glanegg, Gemeinde Grödig bei Salzburg) war als Zeuge Jehovas zusammen mit Josef Wegscheider im Zweiten Weltkrieg der erste Wehrdienstverweigerer aus dem Gebiet des heutigen Österreichs.

## Werdegang
Johann Pichler wurde am 15. November 1899 in Pachersdorf in der Gemeinde St. Marien in Oberösterreich geboren. Pichler arbeitete als Hilfsarbeiter und war verheiratet, jedoch getrennt lebend.
Seit 1928 wohnte Johann Pichler in Salzburg. Offensichtlich gehörte er zu diesem Zeitpunkt bereits den Ernsten Bibelforschern (Zeugen Jehovas) an. Eine Haftstrafe, die er im austrofaschistischen Ständestaat Jahre 1936 verbüßte, wird mit seiner Betätigung als Zeuge Jehovas in Verbindung gebracht. Ebenfalls 1936 unterstützte Pichler den damals wegen Beleidigung der Katholischen Kirche in Salzburg verhafteten Leopold Engleitner.

## Kriegsdienstverweigerung und Hinrichtung
Johann Pichler lehnte es aus Gewissensgründen als Zeuge Jehovas ab, Wehrdienst zu leisten.
Im inzwischen zum Großdeutschen Reich gehörenden Österreich drohten deshalb nach Ausbruch des Zweiten Weltkrieges empfindliche Bestrafungen.
Johann Pichler wurde zusammen mit seinem Glaubensbruder Josef Wegscheider am 1. September 1939, dem Tag des Ausbruchs des Zweiten Weltkriegs, als Wehrdienstverweigerer inhaftiert. Vor dem Kriegsgericht des Kommandeurs der Ersatztruppen XVIII mit Hans Hübner als Richter wurden er und Wegscheider zum Tode verurteilt und am 26. September 1939 auf dem Militärschießstand in Glanegg bei Salzburg erschossen. Es war die erste Hinrichtung von Zeugen Jehovas in Österreich.
Hervorzuheben sind die überlieferten Geschehnisse bei der Gerichtsverhandlung, der Hinrichtung und anschließenden Beerdigung der beiden Kriegsdienstverweigerer. Während der Gerichtsverhandlung zeigte sich der Richter vom standhaften Verhalten der Angeklagten beeindruckt. Der Richter brachte ihnen in Erfüllung ihres letzten Wunsches noch eine Bibel in die Zelle. Auch das Hinrichtungskommando zögerte zunächst und musste durch wiederholte Aufforderung und Strafandrohung zur Exekution gedrängt werden.

## Begräbnis, Folgen
Zum Begräbnis von Johann Pichler und Josef Wegscheider am 28. September 1939 kamen etwa 150 Personen zum Kommunalfriedhof Salzburg. Gestapo-Beamte beobachteten das Begräbnis und untersagten es, am Grab ein Gebet zu sprechen und Lieder der Zeugen Jehovas zu singen. Laut dem Gestapo-Report riefen daraufhin einige der anwesenden Zeugen Jehovas: „Ihr habt Gott mehr gehorcht als Menschen“ und „Jehova lebt!“ Rudolf Stonig, einer der Rufer, wurde fünf Tage später verhaftet und ins KZ Sachsenhausen eingeliefert. Die in der Schweiz erscheinende Zeitschrift Trost (Vorläufer des Erwachet!) der Zeugen Jehovas berichtete in der Ausgabe vom 1. Februar 1940 über die Hinrichtungen von August Dickmann, Josef Wegscheider und Johann Pichler.
Die zunächst verweigerte Hinrichtung und das durch das Begräbnis verursachte öffentliche Aufsehen führte dazu, dass die NS-Behörden danach Kriegsdienstverweigerer nicht mehr lokal verurteilten und hinrichteten, sondern sie in Berliner Exekutionsstätten verlegten.

## Würdigung

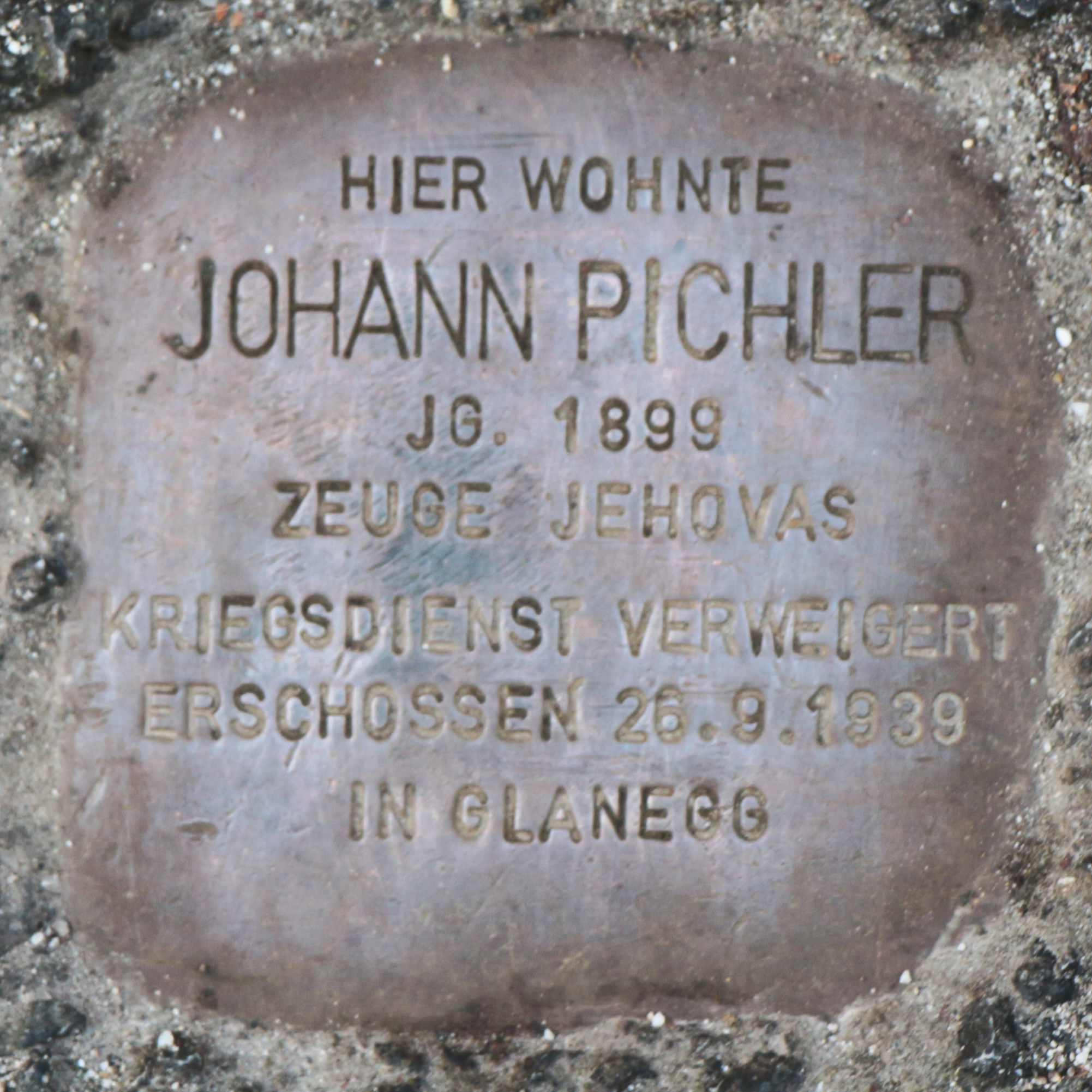
Stolperstein für Johann Pichler

An Johann Pichler erinnert ein Stolperstein, der am 22. August 2007 vor seinem ehemaligen Wohnhaus in Salzburg, Bachwinkelweg 10, verlegt wurde.
Am Bundesheerschießplatz Glanegg, dem Ort der Hinrichtung Pichlers, wurde am 30. September 2011 ein Gedenkstein enthüllt. Die Inschrift auf dem Marmorfindling lautet: Im Gedenken an Opfer von Krieg, Terror, und politischer Verfolgung. Auf dem Schießplatz Glanegg wurden in der Zeit des NS Regimes zwischen 1939 und 1945 Menschen hingerichtet. Die damalige Salzburger Landeshauptfrau Gabi Burgstaller sagte anlässlich der Gedenksteinenthüllung: „Das menschliche Gewissen ist die höchste Instanz, nichts und niemand kann einen von der eigenen Verantwortung entbinden.“

## Rehabilitierung
Durch Beschluss des Landesgerichts für Strafsachen in Wien vom 6. August 2007 gilt das Urteil des Kriegsgerichtes Salzburg vom September 1939 gegen Johann Pichler „als nicht erfolgt.“